# Tomorrow never knows (Mr.Children單曲)
《Tomorrow never knows》，是日本樂團Mr.Children的第6張單曲，1994年11月10日发行。此曲是日本1990年代電視劇主題曲的代表性歌曲，也是Mr.Children迄今為止銷量最高的單曲，是Oricon單曲榜史上銷量第7的單曲。 同時對當時的日本社會有著深刻的意義。
《Tomorrow never knows》是1994年日本電視劇《青春無悔》的主題曲。同年11月單曲發售後，首週取得Oricon單曲週榜冠軍；隨後在12月中旬又蟬聯兩週Oricon單曲週榜冠軍。發售的三週後，銷量已經突破100萬張，之後銷量開始下滑。
1995年1月日本發生阪神大地震，造成6400多人喪生；3月在東京又發生舉世震驚的地下鐵沙林毒氣事件。連串的天災人禍使1995年成為日本平成時代動蕩的一年，當時無數人有過厭世輕生的念頭。而同時，《Tomorrow never knows》的銷量在1月開始突然重新上升，因為歌曲中面對無助孤單的未來的堅強生存意志和勇氣激勵了許多人勇敢面對困境。
《Tomorrow never knows》最終的銷量高達276.6萬，是至今Oricon單曲榜史上銷量第8的單曲，不僅在音樂史上留下了重要的一筆，更成為日本其中一首最經典的勵志流行歌曲。

## 收錄歌曲
1. Tomorrow never knows
作詞、作曲：櫻井和壽；編曲：小林武史 & Mr.Children
2. （Love Connection）
作詞：櫻井和壽；作曲：櫻井和壽 & 小林武史；編曲：小林武史 & Mr.Children
3. Tomorrow never knows (Instrumental Version)
作曲：櫻井和壽；編曲：小林武史 & Mr.Children

## 外部連結
- 唱片介紹（页面存档备份，存于） Mr.Children官方網站